# Bernard Hopkins vs. Óscar de la Hoya
L'incontro di pugilato Bernard Hopkins vs. Óscar de la Hoya, soprannominato "History", si disputò sulla distanza dei dodici round presso la MGM Grand Garden Arena di Paradise, Nevada, nei pressi di Las Vegas il 18 settembre 2004. Erano in palio i titoli WBA (Undisputed), WBC, WBO, IBF e The Ring dei pesi medi. Il match fu vinto da Hopkins per KO al nono round.

## Contesto
Dopo aver perso i titoli WBA e WBC dei pesi superwelter contro Shane Mosley nel settembre 2003, Óscar de la Hoya decise di trasferirsi nella categoria dei pesi medi per sfidare il campione indiscusso Bernard Hopkins, campione da quasi un decennio ed imbattuto da undici anni.
A causa della maggior stazza di Hopkins e della sua notevole esperienza nella categoria dei medi, de la Hoya, per la prima volta in carriera, venne considerato "sfavorito", e i bookmakers di Las Vegas davano Hopkins vincente per 2–1.

## L'incontro
Nel corso dei primi otto round, i due pugili combatterono un match molto tattico, prevalentemente improntato alla difesa. Nel decisivo nono round, Hopkins era in vantaggio ai punti sui cartellini di due giudici per 79–73 e 78–74; e cominciò ad aggredire violentemente de la Hoya, per poi mandarlo al tappeto con un gancio sinistro al fegato. Óscar de la Hoya crollò in ginocchio in preda al dolore e non riuscì a rialzarsi al conteggio dell'arbitro che di conseguenza assegnò la vittoria per KO a Hopkins. Per de la Hoya si trattò della prima sconfitta per KO in carriera.

### Arbitro e giudici
- Arbitro: Kenny Bayless
- Giudice: Dave Moretti
- Giudice: Keith MacDonald
- Giudice: Paul Smith

## Conseguenze
Con la vittoria su Óscar de la Hoya, Hopkins divenne il primo pugile ad aver unificato i titoli dei medi IBF, WBC, WBA e WBO.
Prima del match, si era vociferato che de la Hoya si sarebbe ritirato dopo l'incontro con Hopkins, ma dopo la sconfitta, decise di proseguire la carriera, dichiarando: «So di essere un combattente migliore di quello che ho [dimostrato]». Óscar de la Hoya si prese una pausa di 20 mesi prima di tornare sul ring nel maggio 2006 per affrontare Ricardo Mayorga con in palio il titolo WBC dei pesi superwelter. Nonostante il lungo periodo fuori dal ring, de la Hoya dominò Mayorga vincendo per KO al sesto round.
Hopkins, dopo il match con de la Hoya, riportò una vittoria ai punti per decisione unanime sul pugile britannico Howard Eastman nel febbraio 2005. La vittoria segnò un momento storico in quanto Hopkins eguagliò il record di Larry Holmes di 20 difese consecutive del titolo. Egli perse i titoli venendo sconfitto da Jermain Taylor e, dopo uno sfortunato rematch con Taylor, decise di trasferirsi nella categoria dei pesi mediomassimi.